# Aquila nipalensis
Aquila nipalensis là một loài chim trong họ Accipitridae.